# Свинкина, Раиса Моисеевна
Раиса Моисеевна Свинкина (родилась 19 ноября 1952) — Мастер спорта СССР международного класса по настольному теннису, неоднократный чемпион СССР, победитель ряда международных турниров.

## Биография
Впервые взяла в руки ракетку в 1964 году, тренировалась под руководством Юрия Евлампиевича Косвинцева.
В 1967 году стала чемпионкой СССР среди девушек своего возраста, чемпионкой СССР в командном разряде (команда РСФСР), и чемпионкой Европы в командном разряде (за СССР) среди девушек.
В 1968 году была дисквалифицирована на три года после статьи в газете «Советский спорт» «В погоне за шариком». По мнению самой спортсменки ее дисквалифицировали за отказ сменить национальность в документах с еврейской на русскую.
в 1971 году, после окончания дисквалификации, выиграла чемпионат РСФСР.
Окончила школу в 1969 году в Биробиджане, в 1972 году окончила биробиджанский Механический техникум.
В 2009 году открыла школу настольного тенниса в Хабаровске на базе фитнес-клуба «World Class».

## Достижения
- Чемпионка Европы в командном зачете (СССР) 1967 года среди девушек;
- Чемпионка СССР 1967 года среди девушек;
- Чемпионка СССР в командных соревнованиях 1967 года;
- Чемпионка РСФСР 1971 года среди женщин.